# Phellopteron farri
Phellopteron farri là một loài ruồi trong họ Asilidae. Phellopteron farri được Hull miêu tả năm 1962. Loài này phân bố ở vùng Tân nhiệt đới.